# 最後的哈米吉多頓
《最後的哈米吉多頓》是1988年電子角色扮演遊戲，由日本灰腦公司開發並發行，對應PC-8801個人電腦。1988至1990年間，又有X1、MSX2、X68000、FM Towns、PC-9801、PC Engine CD-ROM²、紅白機等版本面世。
《最後的哈米吉多頓》設定於人類滅亡的近未來；有別於一般的角色扮演遊戲，玩家在遊戲中扮演魔族。